# Phainantha maguirei
Phainantha maguirei är en tvåhjärtbladig växtart som beskrevs av John Julius Wurdack. Phainantha maguirei ingår i släktet Phainantha och familjen Melastomataceae. Inga underarter finns listade i Catalogue of Life.